# دهستان جوکار
جوکار، دهستانی است از توابع بخش جوکار شهرستان ملایر در استان همدان ایران.

## جمعیت
براساس سرشماری سال ۱۳۸۵ جمعیت آن ۶٬۱۰۰ نفر (۱٬۴۷۴ خانوار) بوده‌است.